# Elecciones presidenciales de Kazajistán de 2015
Elecciones presidenciales se celebraron en Kazajistán el 26 de abril de 2015, estando originalmente programadas para 2016. El resultado fue una victoria para el presidente titular Nursultán Nazarbáyev, que recibió el 97,7% de los votos, ganando un quinto mandato.

## Antecedentes
El 14 de febrero de 2015, la Asamblea Popular votó por unanimidad la iniciativa de adelantar las elecciones presidenciales de 2016 a 2015. Una de las motivaciones fue que las elecciones anticipadas ayudarían al desarrollo del país; otra fue que era percibido como una desventaja el celebrar elecciones presidenciales y parlamentarias en el mismo año. El 18 de febrero, la Mazhilis pidió por unanimidad al presidente Nursultán Nazarbáyev que convocara a elecciones. El 19 de febrero, el Senado también lo hizo. En la primera votación, hubo un voto en contra de la iniciativa. Se les pidió a los senadores que votaran nuevamente, y la segunda votación fue unánime. La primera votación se explicó oficialmente como un error técnico.
El 25 de febrero de 2015, Nazarbáyev firmó un decreto que fijaba las elecciones presidenciales para el 26 de abril. También confirmó que se postularía a los comicios.

## Candidatos
- Nursultán Nazarbáyev - presidente de Kazajistán, líder de Nur Otan
- Turgun Syzdykov - candidato del Partido Comunista del Pueblo de Kazajistán
- Abelgazi Kusainov - candidato independiente, presidente de la Federación de Sindicatos del Trabajo

## Denuncias
La Organización para la Seguridad y la Cooperación en Europa (OSCE) criticó las elecciones y dijo que "no hay una oposición creíble en el país". También dijo que "[a] los votantes no se les ofreció una opción genuina entre las alternativas políticas", y que "aquí había restricciones significativas a la libertad de expresión, así como al entorno de los medios".

## Resultados
| Candidato                          | Partido                                    | Votos     | %     |
| ---------------------------------- | ------------------------------------------ | --------- | ----- |
| Nursultán Nazarbáyev               | Nur Otan                                   | 8,833,250 | 97.75 |
| Turgun Syzdykov                    | Partido Comunista del Pueblo de Kazajistán | 145,756   | 1.61  |
| Abelgazi Kusainov                  | Independiente                              | 57,718    | 0.64  |
| Votos nulos/en blanco              | Votos nulos/en blanco                      | 54,196    | –     |
| Total                              | Total                                      | 9,090,920 | 100   |
| Votantes registrados/participación | Votantes registrados/participación         | 9,547,864 | 95.21 |
| Fuente: CEC                        |                                            |           |       |